# Taplinia
Taplinia é um género botânico pertencente à família Asteraceae. Contém uma única espécie, Taplinia saxatilis Lander, nativa da zona oeste da Austrália. É uma planta herbácea que apresenta flores amarelas ou brancas.